# Corrente di buio
La corrente di buio è il costante ingresso di ioni sodio all'interno della membrana del segmento esterno dei coni e bastoncelli presenti nell'occhio.

## Meccanismo
Al buio la membrana del segmento esterno dei coni e bastoncelli ha permeabilità al sodio e al potassio simile. 
Infatti il potenziale di membrana si mantiene in equilibrio in un valore intermedio tra il potenziale per il sodio (circa +60 mV) e per il potassio (circa -100mV).
I canali ionici per il sodio al buio sono costantemente aperti, formando una corrente di ioni sodio (corrente di buio), il cui gradiente interno è bilanciato dalla pompa sodio-potassio che è nel segmento interno dei coni o bastoncelli. Al trasporto all'esterno degli ioni della pompa viene rilasciato un neurotrasmettitore che stimola le cellule bipolari e orizzontali. All'arrivo della luce la corrente del sodio (corrente di buio) si interrompe e anche il rispettivo rilascio del neurotrasmettitore.